# Coco Copter
Coco Copter è un singolo del duo musicale russo Little Big pubblicato il 17 luglio 2025.

## Descrizione
In occasione dell'uscita, Il'ja Prusikin ha descritto la canzone come «una centrifuga di caos che evita Skibidi Toilet e sgancia "bombe" come se fosse la cosa più naturale del mondo». Il brano si pone in contrapposizione al fenomeno degli Italian Brain Rot, contenuti perlopiù generati dall'intelligenza artificiale e caratterizzati da un'estetica volutamente nonsense, sia sul piano visivo che acustico. CocoCopter, pur condividendo con questi una logica di assurdo e iperbole, sottolinea la capacità del duo di produrre assurdità virali senza ricorrere al supporto dell'AI.

## Video musicale
Il videoclip della canzone è stato pubblicato il 17 luglio 2025 sul canale YouTube del duo. Il video presenta una sequenza iperattiva e caotica di scene surreali animate, in cui il protagonista - una sorta di elicottero umanoide chiamato Coco Copter - attraversa ambientazioni deliranti, tra città distorte, oggetti volanti, parodie di spot pubblicitari e creature animate digitalmente.

## Tracce
Testi e musiche di Il'ja Prusikin.
1. Coco Copter – 1:54